# Крус Лоренсо, Томас
Томас Крус Лоренсо (исп. Tomás Cruz Lorenzo; 21 декабря 1950 — 26 сентября 1989) — мексиканский активист и писатель
 народа чатино из Сан-Хуан-Киахихе (штат Оахака). Он принадлежал к поколению коренных мыслителей-коммуналистов Мексики, среди которых были Флориберто Диас и Хайме Мартинес Луна. Его труды, написанные под влиянием анархистских идей, призывают к защите языка и культуры чатино, к автономии земель чатино, простирающихся от побережья до высокогорий Сьерра на юго-востоке Оахаки. Был убит в 1989 году, ожидая автобус. Убийство до сих пор не раскрыто.

## Жизнь

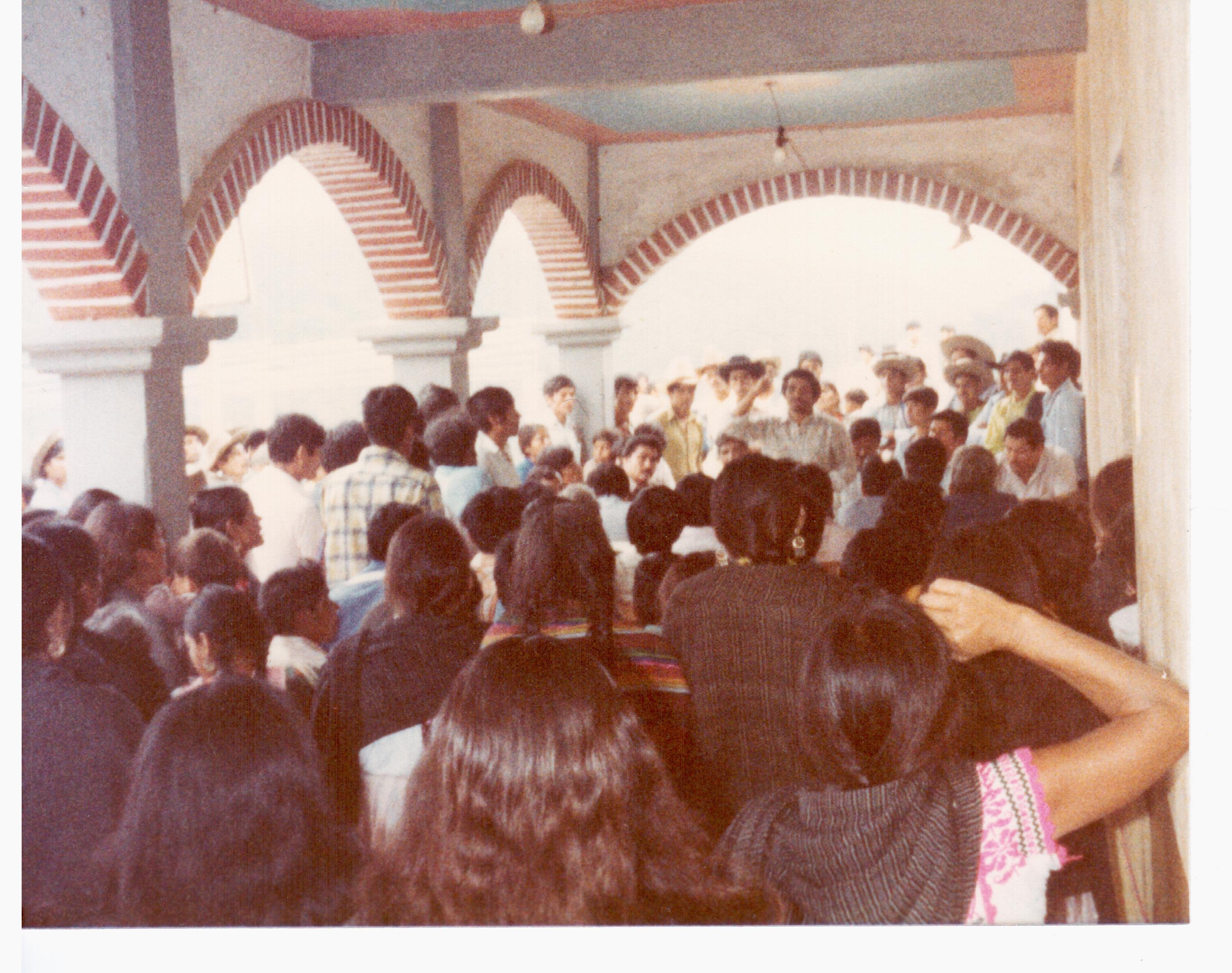
Томас Крус на встрече со своей общиной

Томас Крус Лоренсо родился 21 декабря 1950 года в одной из самых маргинализированных и традиционалистских общин чатино в мексиканском штате Оахака. Он закончил школу, но его профессиональная подготовка началась только в возрасте 20 лет, когда он был ризничим в церкви своего города, во время священства Эдмундо Авалоса в Паникстлауаке. Позже он служил секретарём и советником родного посёлка Сан-Хуан-Киахихе. В начале 1970-х годов он был одним из основателей городка Сьенегильи, который сейчас входит в муниципалитета Сан-Хуан. 
Во второй половине 1970-х годов он сыграл ключевую роль во многих кампаниях протеста чатино, включая борьбу против вырубки леса в Йолотепеке и за возвращение земель Сантьяго-Яйтепека. Он также был председателем Верховного совета чатино (Consejo Supremo Chatino), посетив пешком все общины своего народа. В 1981 году он вступил в организацию под названием «Conasupo-Coplamar», в которой работал до своего убийства. Главной её целью была организация общин. Будучи руководителем «Conasupo», Томас должен был путешествовать по разным городам, что обострило его политическое мышление. Несмотря на его юный возраст, старейшины часто обращались к нему за советом.

## Убийство
Томасу было 38 лет, когда его застрелили ночью 26 сентября 1989 года, когда он ждал автобус обратно в Оахаку. Несколько дней спустя на Первом форуме по правам человека коренных народов в Матиас-Ромеро (Оахака) о преступлении сообщил Исидро Бальденегро Лопес (впоследствии также убитый, как и Альберта Кариньо и многие другие правозащитники). Три десятилетия спустя убийство Круса Лоренсо остаётся нераскрытым. Томас, как и многие другие лидеры коренных народов Движения за автономию Трики, был убит во время пребывания Салинаса де Гортари на посту президента и Эладио Рамиреса Лопеса на посту губернатора.

## Политическая мысль
Крус Лоренсо считается анархистом, и его взгляды сформировались под влиянием учений Рикардо Флореса Магона, Кропоткина и Пьера Кластра. Он намеревался продолжить множество исследовательских проектов, но не смог этого сделать из-за своей постоянной деятельности и ранней смерти. Его незавершённые проекты включали исследования методов восстановления традиционных моделей социальных отношений и изменений в восприятии времени у народа чатино за пятидесятилетний период, а также документирование истории его общины и репрессий в регионе чатино.

## Письменное творчество
Его стремление к познанию побудило его писать о трудностях, с которыми сталкивалось его сообщество. Он был одним из основателей издания Nuevo Milenio, которое служило платформой для документирования проблем народа чатино и привлечения внимания к ним. Среди его публикаций: «Почему цветы никогда не ломаются под дождём» (De porqué las flores nunca se doblegan con el aguacero), «Проблемы, связанные с лесами в трёх общинах чатино в 1977 году» (Problemas forestales en tres comunidades Chatinas en 1977), «Политические сюрпризы в Хукиле» (Las sorpresas políticas en Juquila), «Размышления на рассвете в моей общине» (Reflexiones de un amanecer en mi comunidad) и другие.